# LADA Tarzan

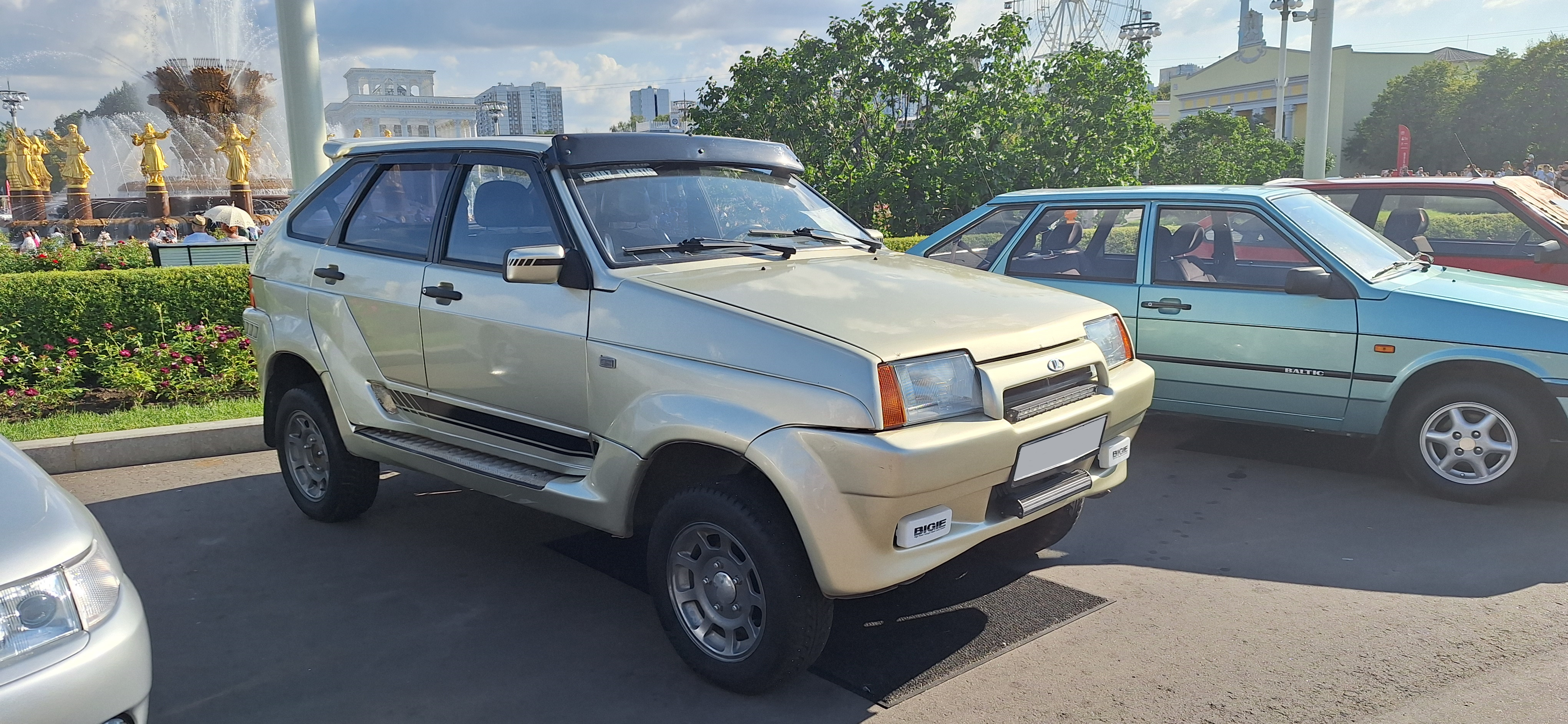
Лада "Тарзан" на фестивале "ПроДвижение" 2025 г.

Lada Tarzan — семейство внедорожных легковых автомобилей, выпускавшихся АвтоВАЗом. Представляет собой модификации на базе моделей «Нива», с кузовами от других моделей ВАЗ.

## Описание
Летом 1998 г. АвтоВАЗ выпустил три модели рамного внедорожника «Тарзан»: ВАЗ 2108−34 (ВАЗ 21083-34) — кузов ВАЗ 2108, ВАЗ 2109−34 — кузов ВАЗ 2109 и ВАЗ 21099−34 — кузов ВАЗ 21099. Разработка НТЦ ОПП АвтоВАЗ и компании DECON, автомобили выпускались на предприятии «Лада-Консул». Автомобили этой марки изготавливались на заказ.
Первые «Тарзаны» представляли собой гибрид «Самары» и «Нивы» — кузов от «Самары» с пластмассовыми накладками, ходовая часть, трансмиссия и силовой агрегат «Нивы» (двигатель ВАЗ-21213). Особенностью семейства явилась несущая рама и независимая задняя подвеска.
В 1999 г. появился «Тарзан−2»: кузов ВАЗ 2111, несущая рама, независимая задняя подвеска, двигатель ВАЗ 2130. Планировался также вариант с двигателем ВАЗ 2112. В дальнейшем появилась модель с кузовом 2112. В 2001 году «Лада-Консул» совместно с «АвтоДиогрик Корпорация» модифицировали «Тарзан» с «девяточным» кузовом — на него устанавливался дизельный двигатель Peugeot 1,9 л. До весны 2002 г. было выпущено 105 таких автомобилей.
В 2001 г. был разработан ВАЗ 21116−04 с кузовом «универсал» 2111. Всего было выпущено несколько сотен экземпляров «Тарзанов».
| Модель   | Кузов | Двигатель   | Годы выпуска |
| -------- | ----- | ----------- | ------------ |
| 2108−34  | 2108  | 21213       | 1998—1999    |
| 2109−34  | 2109  | 21213       | 1998—2006    |
| ?        | 2109  | Peugeot 1,9 | 2001—2002    |
| 21099−34 | 21099 | 21213       | 1998—2012    |
| 2111−90  | 2111  | 2130        | 1999—2002    |
| 2112−90  | 2112  | 2130        | 1999—2002    |

## Тарзан
Lada Tarzan — семейство легковых автомобилей, выпускавшихся АвтоВАЗом в 1997—2003 годах. Семейство состоит из ВАЗ-2108-34 и ВАЗ-2109-34.
В 1997 году предприятие «Лада-Консул» совместно с дизайнерской организацией DECON и НТЦ ОПП АвтоВАЗа создали внедорожник под названием «Тарзан». Данный автомобиль имел кузов от семейства переднеприводных моделей ВАЗа и раму с установленными на неё основными агрегатами от LADA 4x4 (подвески, КПП, раздаточная коробка передач, двигатель, рулевое управление). Агрегаты, кроме карданных валов (была изменена длина), пружин, амортизаторов и рамы, были использованы от серийно выпускаемых автомобилей LADA.
Кузов смонтирован на раму через резиновые подушки. Задние тормоза аналогичны передним, то есть дисковые.
В дизайне также произошли изменения: сочленения рамы и кузова были закрыты пластиковыми накладками в виде порогов, появились накладки на арки колес, задавшие новую форму крыльям и размерами арки, и новые бамперы. В салоне изменилась облицовка центрального тоннеля: использовалась обшивка от ВАЗ-21213, и на ней находилось три рычага — КПП и ещё два — управление раздаточной коробкой.
Автомобили изготавливали на заказ, общее число выпущенных «Тарзанов» составило чуть более 2500 экземпляров.

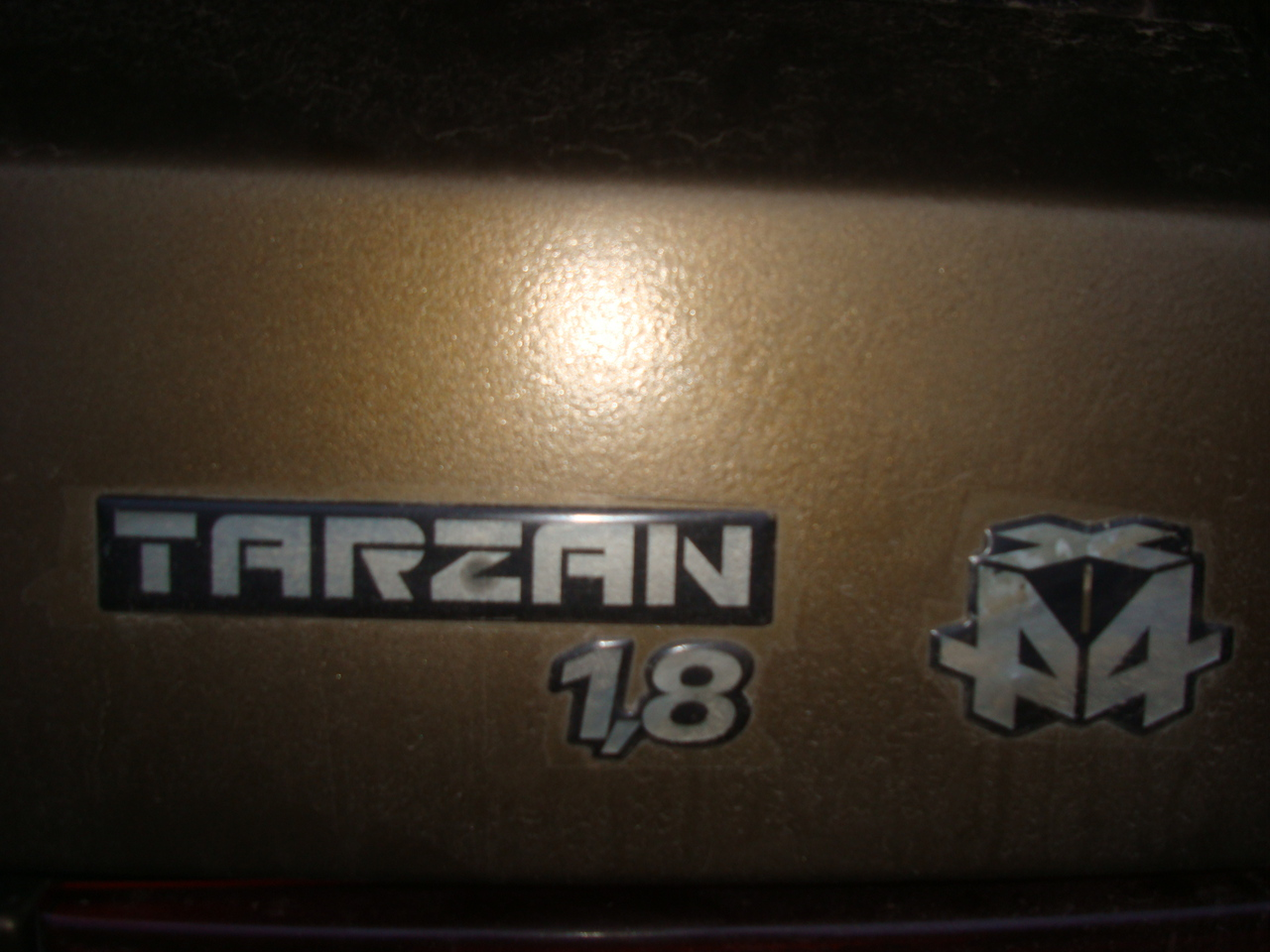
Шильдик на задней двери
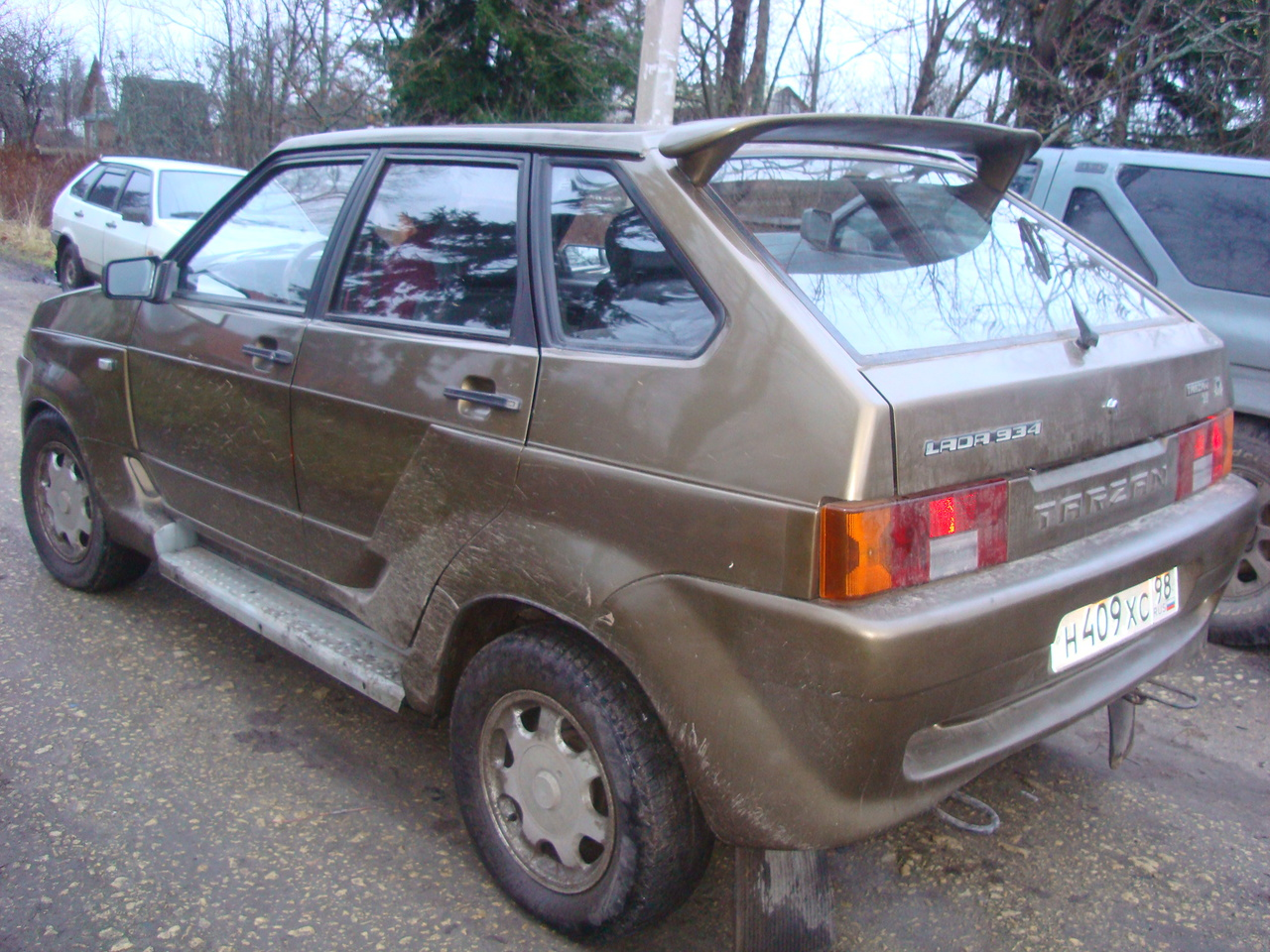
ВАЗ-210934 вид сзади
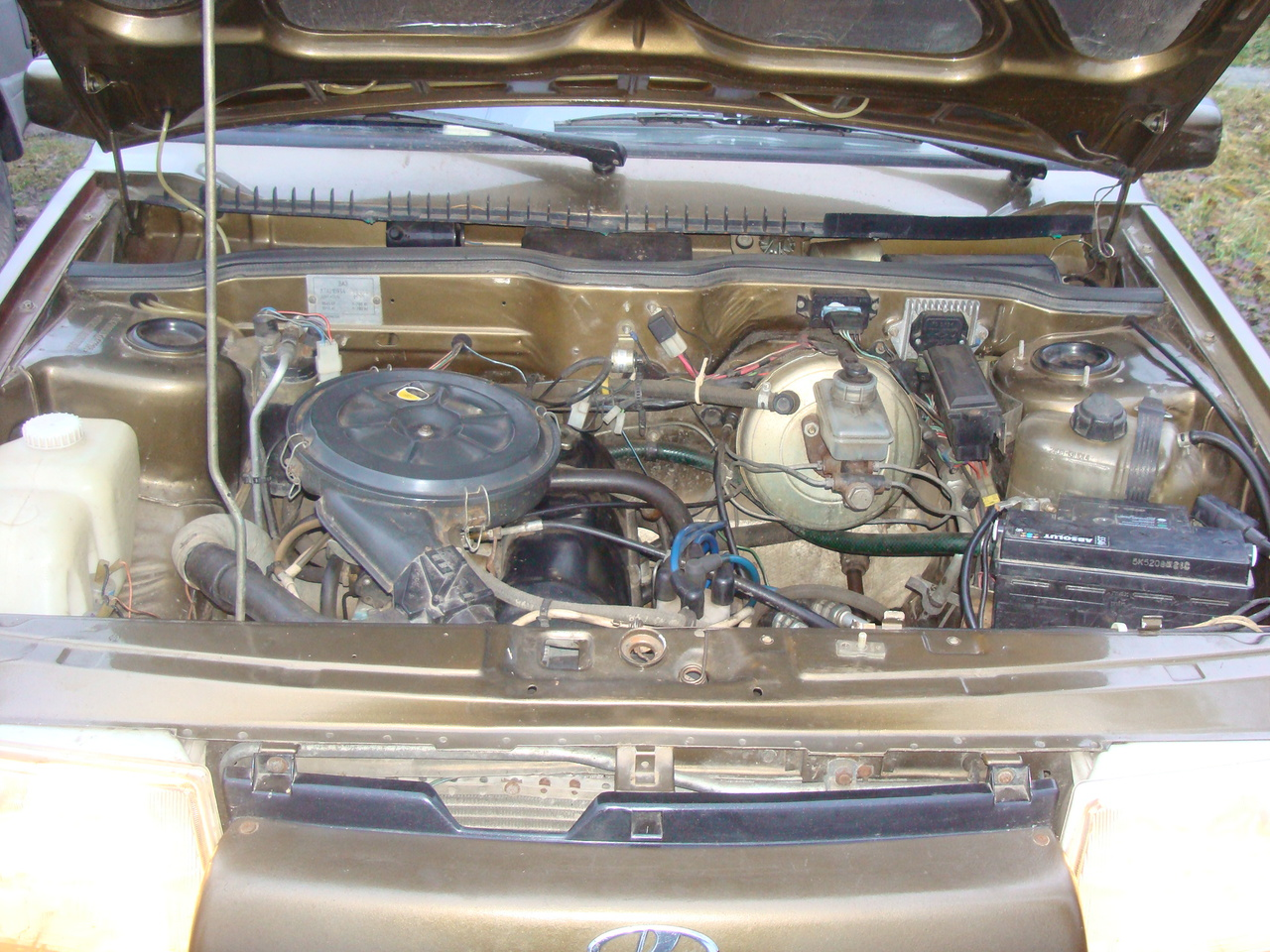
ВАЗ-210934 Подкапотное пространство
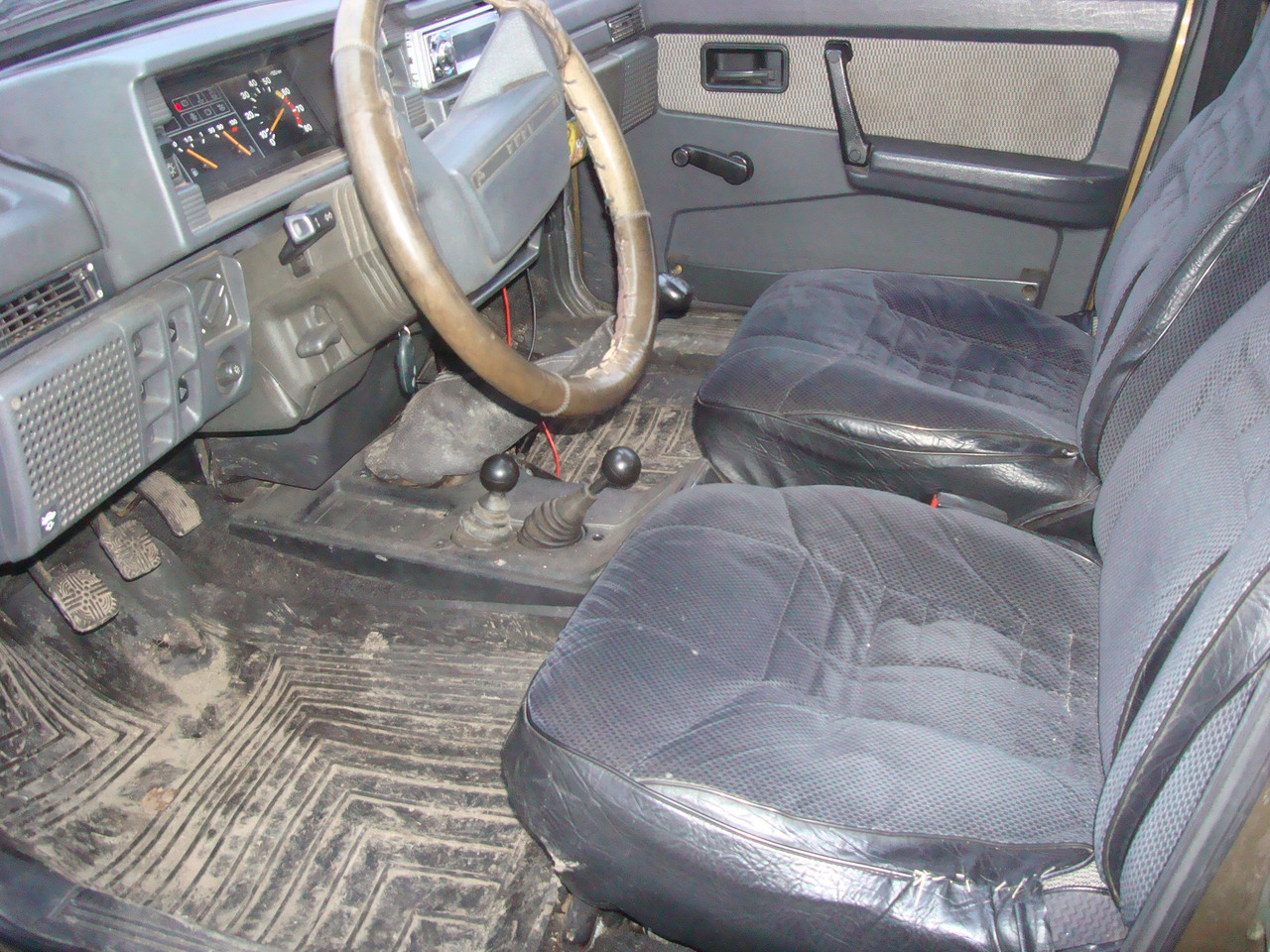
Салон ВАЗ-210934

## Тарзан-2
Lada Tarzan 2 — семейство легковых автомобилей, выпускавшихся АвтоВАЗом в 1999—2006 годах. Семейство состоит из ВАЗ-2112-90 и ВАЗ-2111-90.
В 1999 году предприятие «Лада-Консул» совместно с дизайнерской организацией DECON и НТЦ ОПП АВТОВАЗа создали внедорожник под названием «Тарзан 2». Данный автомобиль имел кузов от семейства переднеприводной модели ВАЗа (ВАЗ-2112) и раму с установленными на неё основными агрегатами от автомобиля «Нива» (подвески, КПП, раздаточная коробка передач, рулевое управление). Агрегаты, кроме карданных валов (была изменена длина), пружин, амортизаторов и рамы, были использованы от серийно выпускаемых автомобилей ВАЗ. Кузов смонтирован на раму через резиновые подушки. Задняя подвеска была позаимствована у «Нивы», что повлекло также перенос редуктора и приводных валов. Задние тормоза аналогичны передним, то есть дисковые, колёса 15-дюймовые. Несмотря на возросший на 150 кг вес относительно Нивы расход топлива нового вседорожника благодаря хорошей аэродинамике оказался заметно меньше.
В дизайне также произошли изменения: сочленения рамы и кузова были закрыты мощными трубами в виде порогов, накладки на арки колёс, задававшие новую форму крыльям и размерами арки, и накладки, выполненные из труб, под передним и задним бамперами. В салоне изменилась облицовка центрального тоннеля: использовалась обшивка от ВАЗ-21213, и на ней находилось три рычага (КПП и ещё два, управления раздаточной коробкой).

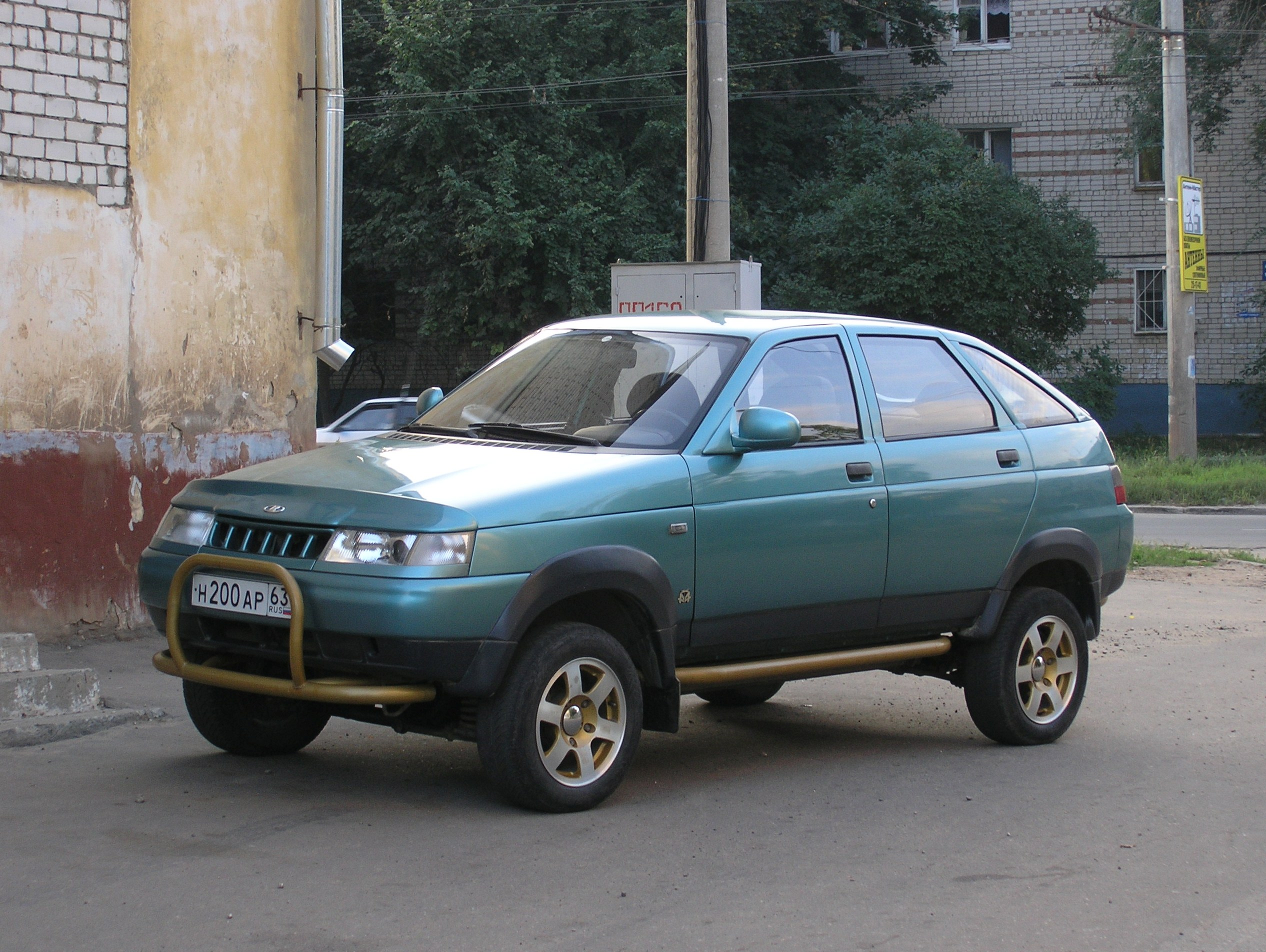
ВАЗ-2112-90